# 恭嫔金氏
恭嬪金氏（공빈김씨，1553年—1577年），本貫金海金氏，朝鮮宣祖的後宮嬪御，金希哲與安東權氏的第三女。

## 生平
金氏生於明宗八年十月十一日，宣祖四年（1571年）與鄭氏同時入宮為淑儀，後來晉升為貴人，於宣祖早年寵冠後宮，宣祖十年（1577年）再進封「恭嬪」。
不過好景不長，她在同年五月因為產病過世，臨終前曾經對宣祖哭訴說這是宮中有人妒嫉她而施法。她死後，宣祖十分傷心自責，於是遷怒其他人，一些宮人因此受到波及。此時另一位後宮金昭容（後來的仁嬪）總是從旁為宮人們說情，並且藉機說恭嬪的壞話，使得宣祖對恭嬪的思念逐漸減淡，而金昭容也取代恭嬪成為最受宣祖寵愛的後宮。
金氏為宣祖生下四子，其中第二子和第四子早夭，另外兩子分別是庶長子臨海君李珒（宣祖五年，即1572年生。）以及庶二子朝鮮王朝的第十五代君主光海君李琿（宣祖八年，即1575年生）。
光海君二年，李琿將生母的墓地升格為成陵，並昭告宗廟追封為敬烈明順慈淑端仁恭聖王后。但是仁祖反正後，光海君下台，仁祖廢掉恭聖諡號，並遷墓到娘家私宅，稱為成墓。

## 家族
| 关系   | 姓名                 | 生卒年     | 备注                                           |
| ------ | -------------------- | ---------- | ---------------------------------------------- |
| 远祖   | 金覲（김근）         |            | 瑞興都護府使。                                 |
| 远祖   | 金孝芬（김효분）     |            |                                                |
| 远祖   | 金震孙（김진손）     | 1407－1449 |                                                |
| 高祖   | 金永貞               | 1437－1509 |                                                |
| 曾祖   | 金世均               |            |                                                |
| 祖父   | 金從壽（或作金終壽） |            | 司贍寺僉正、贈左承旨。                         |
| 祖母   | 鄭福伊               |            | 河东郑氏，鄭麟趾曾孫女，桂陽君李璔的外曾孫女。 |
| 外祖父 | 權璋                 |            |                                                |
| 父     | 金希哲               |            | 司導寺僉正、贈戶曹參判，曾追封海寧府院君。     |
| 母     | 安東權氏             |            | 贈貞夫人。                                     |
| 姊     | 金孝玉               |            | 适李民秉。                                     |
| 姊     | 金德海               |            | 适朴潤。                                       |
| 妹     | 金德榮               |            | 适成準。                                       |
| 妹     | 金天香               |            | 德仁正李墫（檜山君李恬曾孫）元配。             |
| 妹     | 金天貞               |            | 适朴楗。                                       |
| 弟     | 金禮直               | 1565－1623 | 字文伯，本为金希賢次子，后被过继给金希哲为嗣。 |
| 叔父   | 金希賢               |            |                                                |

## 附註
1. ↑  《光海君私親誌石改修都監儀軌》……金氏系出慶尙之金海府，其鼻祖首露王。……
2. ↑  《光海君私親誌石改修都監儀軌》……嘉靖癸丑十月十一日甲申生。……
3. ↑  《光海君私親誌石改修都監儀軌》……隆慶辛未八月宣祖大王選入宮爲淑儀，未幾陞貴人。……
4. ↑  〈貴人鄭氏墓誌銘〉我聖上旣嗣位，旣免喪，旣立中宮。越隆慶辛未，選於名族，冊納二淑儀，蓋鄭貴人與焉。……
5. ↑  《光海君私親誌石改修都監儀軌》……丁丑春進秩册嬪，賜號曰恭。……
6. ↑  .   [2019-01-27]. （原始内容存档于2019-01-28）.
7. ↑  《光海君私親誌石改修都監儀軌》……五月庚戌解娩，越五日甲寅薨，春秋始二十有五……
8. ↑  .   [2019-01-27]. （原始内容存档于2020-04-18）.
9. ↑  〈臨海君謚狀〉公諱珒，字鎭國，宣朝大王第一男，恭嬪金氏出，光海其亞也。公以隆慶壬申八月十四日生，……
10. ↑  《光海君私親誌石改修都監儀軌》……誕生四男，第三卽我主上殿下，長曰珒，餘皆夭。……
11. ↑  鄭麟趾→鄭敬祖→鄭承祐→河東鄭氏
12. ↑  李璔→李氏→鄭承祐→河東鄭氏
13. ↑  《光海君私親誌石改修都監儀軌》……皇妣安東權氏，忠義衛璋之女，贊成事文忠公近之裔也……
14. ↑  恭嬪金氏被追崇為王后後，由大臣李爾瞻改撰誌文，然而後來仁祖反正，又將恭嬪降為嬪御，不過文章有保留下來。

## 外部連結
- 恭嬪金氏的墓地